# Соколи (гурт)
«Соколи» — український музичний гурт з Дрогобича.
Твори у виконанні ансамблю в 1990-і роки щодня лунали у програмах львівських та всеукраїнських радіо і телебачення, потрапили до фільму студії «Укртелефільм», записані на платівку фірми «Аудіо-Україна», про них схвально відгукувались канадська газета «Гомін України» та «Радіо «Свобода»».

## Історія створення гурту
Ансамбль створено 20 січня 1990 року. Художній керівник гурту Михайло Мацялко. Поруч із ним роботу провідним солістом гурту починав молодший брат Іван — скрипаль. Марія Шалайкевич — солістка і композиторка. Пісня «Все це дари Божі», яку пані Марія написала на слова невідомого автора, українця з Америки, стала візитівкою «Соколів». Ігор Лешишак — скрипаль, гітарист і вокаліст. Подружжя Ярослав і Наталія Дуби закінчили Львівську консерваторію. Ярослав — музикант, композитор. Іван Остапчук — бас-гітара. Його твори: «Пісня твого сина», «Соколи з Канади, Соколи зі Штатів», «А пісня родом з Карпат», гімн дрогобицької футбольної дружини «Галичини» входять до репертуару гурту «Соколи».
Скрипка та бандура, поєднання звуку й настрою надають «Соколам» неповторности та самобутности, яка відрізняє гурт від інших сучасних мистецьких колективів. Роман Наконечний, наймолодший за віком і досвідом артист гурту, грає на клавішних інструментах.
Гурту допомагають мисткиня Наталя Гадиняк, яка розробляє проєкти костюмів, костюмер Орися Угрин, звукорежисери Богдан Маліш та Іван Сокіл, адміністратор Василь Загайло.
Популярність «Соколів» від моменту виникнення донині обумовлена високою фаховістю його учасників, а також чіткою ідеологічною спрямованістю їхніх репертуару й діяльности. Пісні січовиків «На вулиці сурма грає», «Тихий Дунай», «Гей, зі Львова до Мукачева» та періоду національно-визвольної боротьби проти берлінських і московських зайд «На полянці», «Рости, рости, черемшино», «Там десь далеко на Волині» та інші по довгих роках заборони виконали «Соколи».

## Назва гурту
Назву майбутнього гурту, учасники вибирали довго, переглянули 189 варіантів, серед яких були: «Джерела Карпат», «Пласт», «Горішня брама», «Обрій», «Гомін», «Хлопці як соколи», і зрештою просто «Соколи», що так і пристала до гурту з легкої руки журналіста газети «Галицька зоря» Романа Пастуха.

## Творчий злет
Стартував гурт з Першого міжнародного фестивалю української пісні «Громада» у Львові 1990 року, де отримав звання лауреата. Невдовзі колектив благословив на благородне, духовне діло блаженної пам'яті Архієпископ УГКЦ Володимир Стернюк: 
|  | «Як сокіл високо злітає, так нехай «Соколи» своїм серцем підносяться аж до найвищого Абсолюта — Бога, якому будуть служити душею й тілом для більшої його слави і для добра українського народу в Незалежній Україні…». |

І українські «Соколи» стрімко злетіли в пісенне небо України й світу. У 1990-х гурт радо вітали і в Югославії, і в Німеччині, Канаді, США, Англії, Словаччині, Польщі, Білорусі, Росії.
Колектив тричі брав участь у Міжнародному фестивалі «Слов'янський базар», став лауреатом всеукраїнських пісенних вернісажів — 1993, 1994, 1995. На їхніх сольних концертах побували і українські президенти, уряд високо оцінив творчий доробок «Соколів», присвоївши двом солістам і художньому керівнику звання «Народний артист України». У 1990–1992 роках «Соколи» давали понад 40 концертів щорічно у Канаді, США. У 1992 році здійснили всеукраїнське турне «Захід—Схід», присвячене 50-річчю УПА. 1999 року встановили абсолютний рекорд: то був пік їхньої популярності, їхнє всеукраїнське турне тривало 9 місяців, за цей час дали понад 170 сольних концертів.

## Сьогодення
Сьогодні «Соколи» звучать по-новому. Мало хто їх впізнає уже без Івана Мацялка, який, до речі, залишив гурт ще в 1995 році, коли на перші ролі в групі вийшла Марія Шалайкевич. В їхній творчості вже відчутні новаторські балканські, іспанські, грецькі мотиви. А на українські народні пісні все частіше роблять ремікси.